# Чурчхела

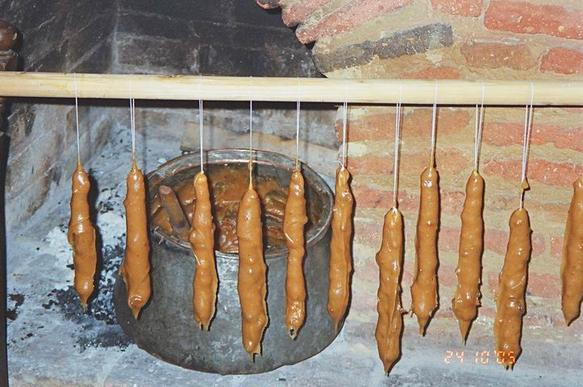
Щойно виготовлена чýрчхела

Чýрчхела (груз. ჩურჩხელა, тур. Pestil Cevizli Sucuk: дослівно суджук із волоськими горіхами) — традиційні кавказькі солодощі з настромлених на нитку горіхів у загустілому сиропі з виноградного соку (та́тарі). Чурчхела походить із Грузії, та тепер загальновідома, зокрема в Туреччині, Росії, Україні. Зазвичай продається на базарах.
Чýрчхела має притаманний кисло-солодкий смак і тонкий аромат. Відрізняється високими поживними властивостями завдяки великому вмісту глюкози й фруктози (від 30 до 52 %), рослинних жирів, білків, органічних кислот (1,1-2 %), азотистих і фенольних речовин, вітамінів.

Для виготовлення вірменської чýрчхели свіжовичавлений сік білих сортів винограду оброблюють місцевою вапняною землею (у розрахунку 250—300 г/дм3). Після відстоювання протягом 15 годин сік виварюють в мідних чи емальованих казанах до цукристості 50 %. Опісля додають пшеничне борошно з висівками й знову варять до загустіння. У гарячу суміш занурюють настромлену начинку на нитці. Операцію повторюють кілька разів до отримання потрібної товщини.

## Основні різновиди

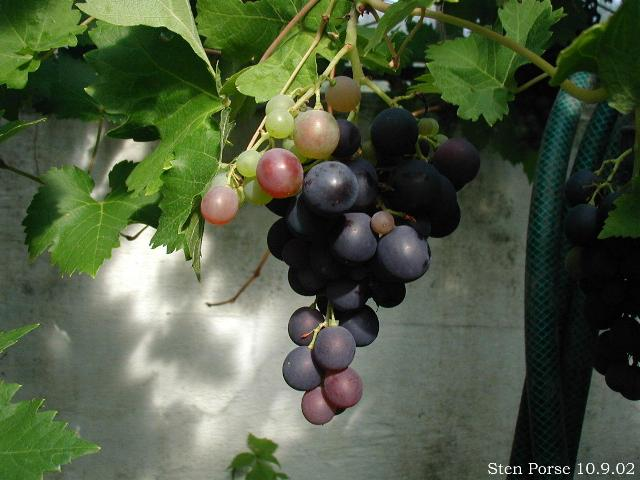
Виноград

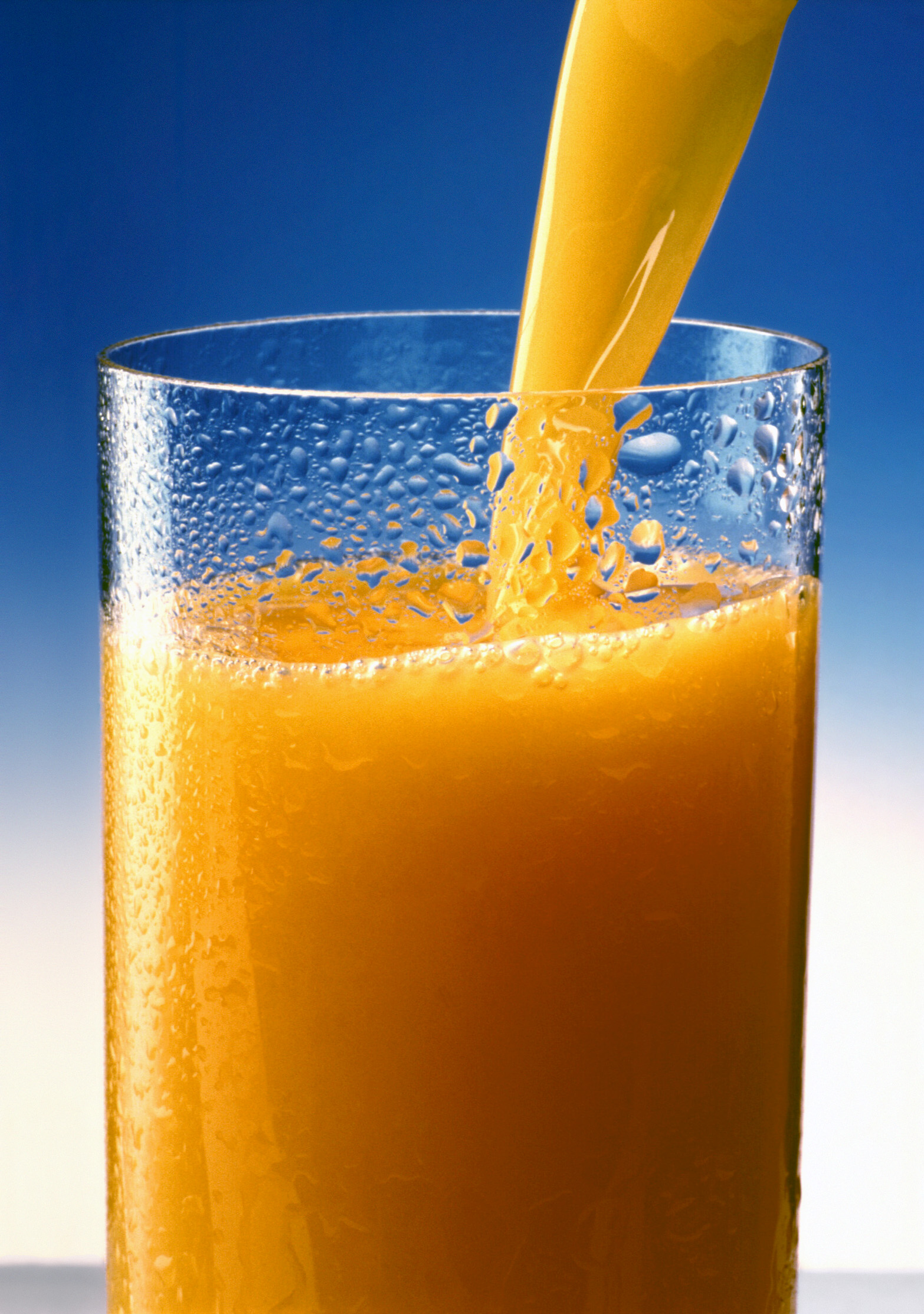
Сік

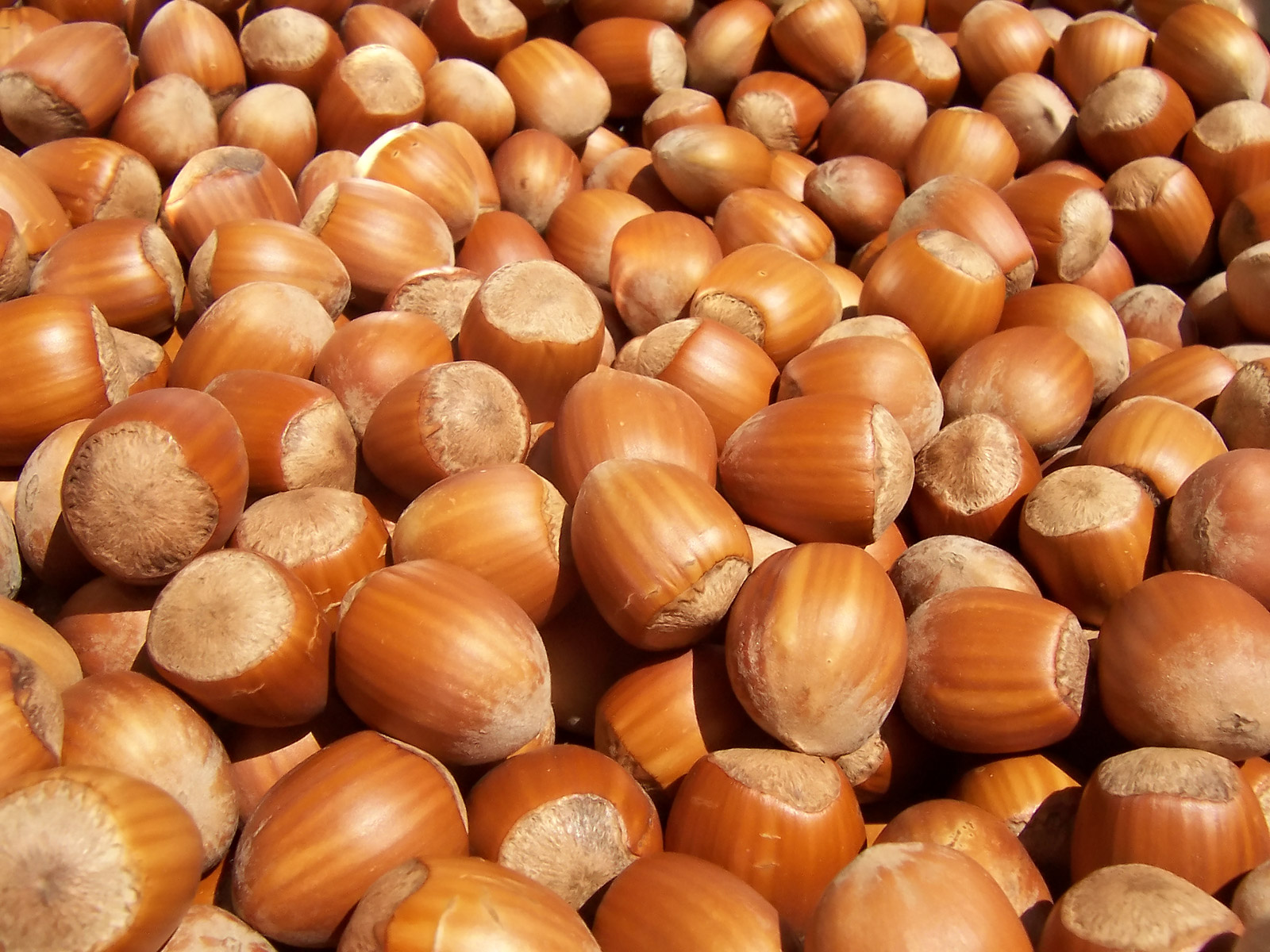
Лісові горіхи

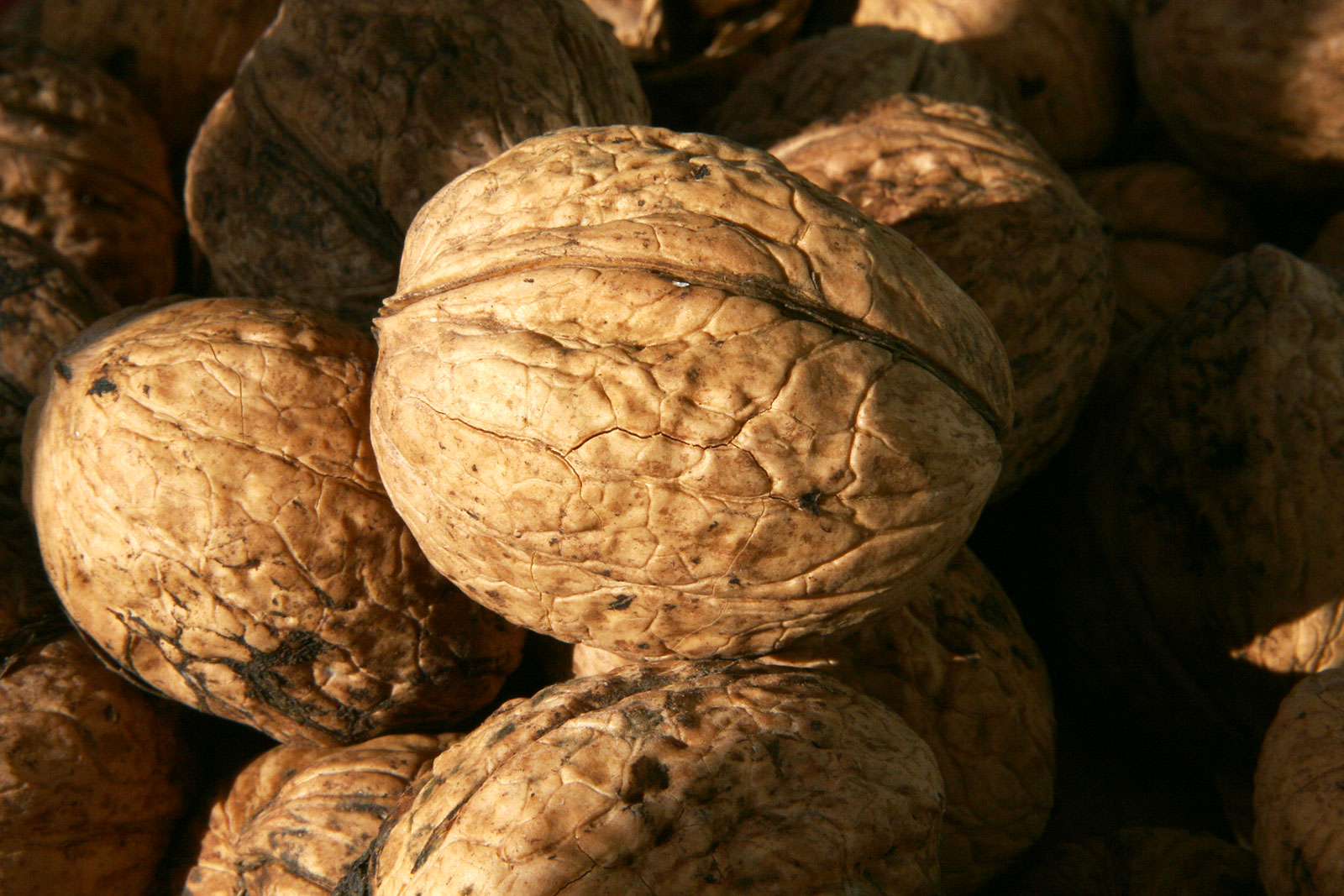
Волоські горіхи

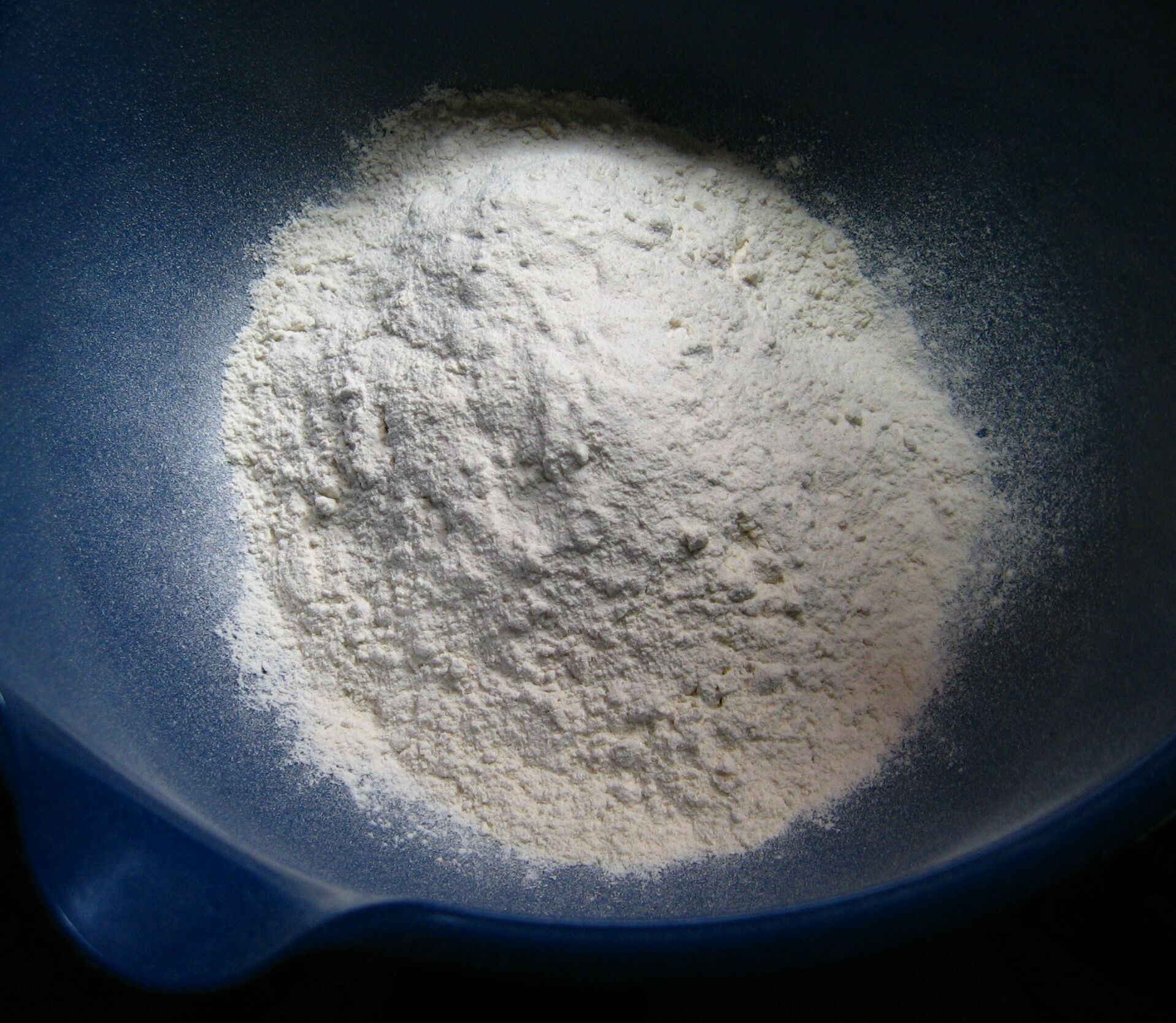
Борошно

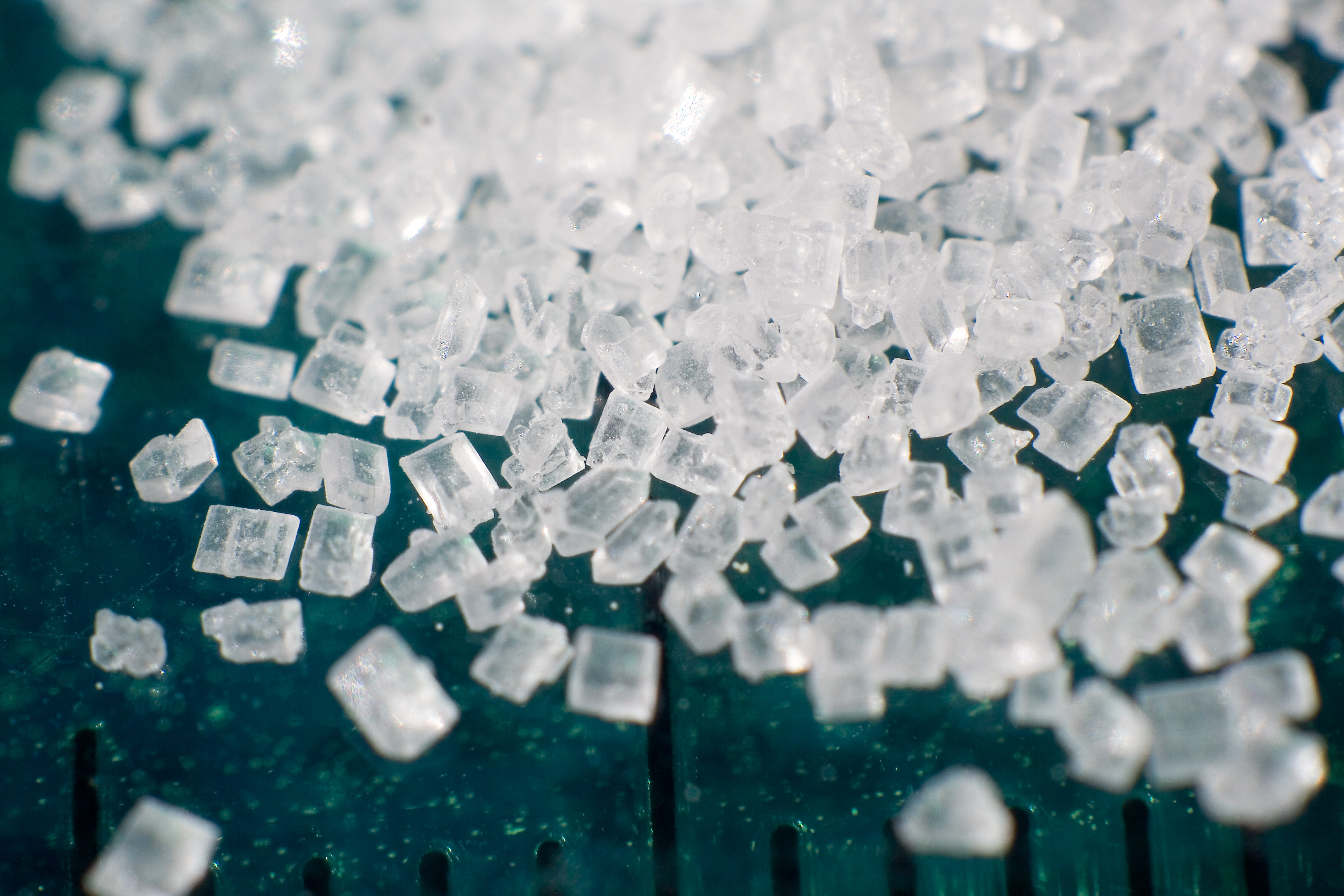
Цукор

Відрізняються начинкою, якістю борошна, режимом виготовлення та́тари.
- Абхазька
- Ґурійська — із соку першого давлення, зазвичай білих сортів винограду, але використовують і червоні. Кип'ятять доки вся маса не набуде темно-коричневого кольору й не позбудеться присмаку борошна. Для надання чурчхелам м'якості в киплячий сік додають мед. Начинкою до таких чурчхел ідуть волоські горіхи, дрібні горіхи, сушена садовина, а також гарбузове насіння. Функук годиться лише довгастої форми. Довжина ґурійських чурчхел сягає 1 метра.
- Імеретинська — використовують виноградний сік промислових сортів і наливають у глиняні посудини для просвітлення, часто для просвітлення береться сульфідний ангідрид. Після цього сік переливають до мідного казана, нагрівають до кипіння, знімають піну, охолоджують. Тоді додають кукурудзяне чи пшеничне борошно й варять годину-півтори на слабкому вогні. У загустілу масу опускають нашпилені горіхи (зазвичай — фундук), сушені виноградні ягоди «чамічі» або сушену садовину. Горіхи для чурчхел підсушують на глиняних пательнях «кеці», доки шкірка не почне тріскатися, щоби її можна було легко зняти. Імеретинські чурчхели доволі тонкі, менш цукристі, трохи кислуваті.
- Картлинська
- Кахетинська
- Мінґрельська
- Рачинська

(за назвами регіонів Грузії)

## Приготування
Складники для класичної чурчхели
На 1 л виноградного соку
- горіхів 100 г
- борошна 100 г
- цукру 50 г

### Горіхи
Зазвичай використовують волоські горіхи, фундук, мигдаль. А часом і кишмиш, сушену садовину, букові горішки, гарбузове насіння. Це не має принципової різниці. Якщо вибрали волоські горіхи — їх можна розділити на 2 чи 4 частини.
На товсту бавовняну нитку за допомогою голки нанизуються горіхи (кишмиш, мигдаль, фрукти абощо). Нитка має бути 20-25 см завдовжки, а перший горішок — на відстані 4-5 см від кінця нитки. До одного кінця прив'язується сірник, аби горішки не вислизали. А коли потрібна кількість горіхів буде на нитці — із другого кінця робиться петля. На кожну нитку такої довжини можна нанизати десь 10 горіхів. Таких заготовок робиться стільки, скільки чурчхел бажається отримати.

### Татара
Основним складником та́тари, тобто рідини для приготування чурчхели, є сік. Традиційно використовують виноградний, тим не менш, можна взяти й інші: яблучний, сливовий тощо. Так само й борошно може бути різне, навіть кукурудзяне. Найліпше використовувати саме свіжий сік, а не його замінники. Посудина для зручності має бути достатньо глибокою й широкою, варто розрахувати заздалегідь. Виноградний сік варять на маленькому вогні 2-3 години, поступово підсипаючи цукор, перемішуючи й знімаючи піну. Після цього залишають татару охолонути до 40-45° і досипається борошно, не даючи йому зібратися в грудочки. Однорідну рідину варять, доки не википить чверть (1/4) початкового об'єму. Можна занурити «контрольну» нитку, щоби перевірити, чи татара вже липне до неї. Тоді беруть нитку з горішками й занурюють тричі до гарячої татари, кожну зв'язку щоразу на пів хвилини. Іноді рекомендують між зануреннями зачекати до 1-2 години, аби шари ліпше взялися. Таким чином на основі досягається шар в 1,5-2 см. Можна розвісити основи на палиці й занурювати всі разом. Бажано використовувати всю татару, бо коли вона охолоне — буде непридатною для готування чурчхел.

### Сушіння

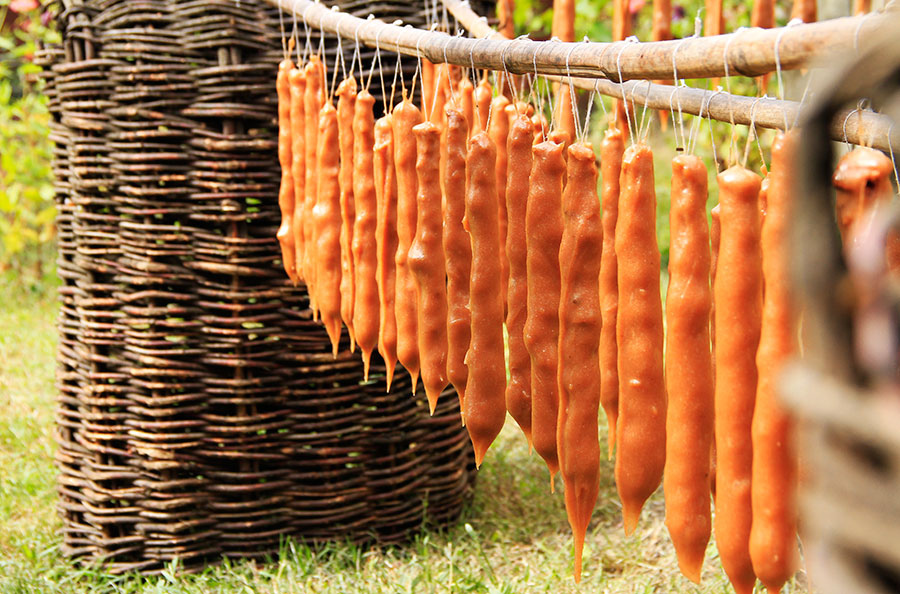
Під час сушіння

Отримані чурчхели розвішують на сонці й сушать доти, доки вони не перестануть липнути. Це триває 1-2 тижні. Сушіння потрібне для того, аби чурчхела не липла до рук, а отже пересушувати її не варто. Як тільки вона вже не липка на дотик, проте ще м'яка — чурчхела готова.

## Зберігання
Чурчхели розкладають по ящиках, шари перекладають тканиною або пергаментним чи восковим папером й тримають в сухому прохолодному місці протягом 2-3 місяців для визрівання. Після витримки чурчхела набуває смакових тонів, близьких до шоколадних. Якщо виноград був якісним, з часом на поверхні має з'явитися тоненький шар білої цукрової пудри.
Зберігати можна й у холодильнику, і просто в приміщенні, від цього вони не псуються, лише можуть затвердіти.
Більше року чурчхели не зберігають, бо приходить нове ртвелі (час збору винограду), а отже й нове приготування чурчхел.

## Цікаві факти
У вересні 2011 влада Грузії оформила патент на чурчхелу та ще декілька інших страв національної кухні.
4 січня 2013 року з нагоди 80-річного ювілею Католикосу-Патріарху всієї Грузії Ілії було подаровано восьмиметрову чурчхелу. Для виготовлення чурчхели рекордної довжини знадобилося 28 літрів спеціального виноградного соку — бадаги, 7 кг борошна і 2 кг волоських горіхів..

## Виноски
1. ↑  Хачапурі, сулугуні, чача і чурчхела стали національними брендами Грузії. Архів оригіналу за 16 вересня 2016. Процитовано 18 червня 2016.
2. ↑  Патріарху Грузії з нагоди ювілею подарували восьмиметрову чурчхелу і 80 літрів вина. Архів оригіналу за 5 січня 2013. Процитовано 5 січня 2013.